# Амеша Спента
Амеша спента (от авестийски – Aməša Spənta, безсмъртните светии) са седем божества, които се намират в най-близкото обкръжение на върховния бог на древните иранци - Ахура Мазда.
Според най-ранните текстове те са безполови, в по-късните са мъжки и женски или само мъжки. Възприемани са и като единен персонаж.
Имената на седемте Амеша Спента са:
- Спента Майню – („свети дух“)
- Воху Мано – („добра мисъл“)
- Арта Вахишта – („истина“)
- Хшатра Вайря – („власт“, в смисъла на „божие царство“)
- Спента Арамаити (Армайти, Арматай) – („благочестие“)
- Хаурватат, (Аурват) – („цялост“, в смисъла на физическото съществуване като противоположност на болестите и смъртта)
- Амертат – („безсмъртие, обезсмъртяване“)